# 막두사 카
《막두사 카》(타갈로그어: Magdusa Ka)는 2008년 방영된 필리핀의 드라마이다.